# La tabernera del puerto
La tabernera del puerto és una sarsuela en 3 actes amb llibret de Federico Romero Sarachaga i Guillermo Fernández-Shaw Iturralde, i música de Pablo Sorozábal. Va ser estrenada al Teatre Tívoli de Barcelona el 6 d'abril del 1936. El llibret havia estat ofert inicialment a Jesús Guridi; però el compositor basc estava fent una sarsuela d'ambient similar, Mari-Eli, i hagué de declinar l'oferiment. La Tabernera... de Sorozábal té ressons de la música de Guridi, especialment de la peça Euzko Irudiak.

## Argument
L'acció transcorre en els anys 30 del segle xx, en una ciutat portuària imaginària del nord d'Espanya que s'anomena Cantabreda.
En el cafè de Ripalda, l'amo i el mariner Verdier parlen de la taverna de Marola. Ningú sap d'on vingué fa dos mesos, i únicament se sap que la taverna va ser pagada pel bandoler Juan de Eguía, que la gent fa per marit de la tavernera. Verdier, Simpson i el bandoler Juan de Eguía, que en altres temps navegaren junts, parlen de la necessitat de convèncer Leandro, un pescador, perquè els passi droga de contraban. Mariola i Leandro s'enamoren un de l'altre. Abel, un adolescent acordeonista, també es declara a la tavernera, però aquesta el rebutja.
Un grup de dones del poble retreuen a Marola que tingui els seus homes distrets, i ella es defensa dient que són elles que no en tenen prou cura. Per tallar la discussió, Juan de Eguía maltracta Marola davant la impotència d'Abel. L'endemà aquest explica la feta, i els clients de la taverna busquen l'Eguía perquè es justifiqui; en Leandro el troba, i s'assabenta que la Marola és filla del bandoler. El mariner parla aleshores amb la tavernera i la convenç per escapar-se junts.
De Eguía torna a aparèixer, i promet la mà de Marola al seu enamorat a canvi que introdueixi un farcell de cocaïna a la ciutat. Aquest accepta, i poc després la parella d'enamorats entra amb una petita barca a una cova accessible únicament pel mar; esclata una tempesta i Leandro i Marola desapareixen entre les onades.
Abel canta a la desapareguda Marola, mentre Juan de Eguía confessa als presents la seva paternitat. Poc després apareix el mariner Simpson que els dona la bona notícia que Marola i Leandro són vius, però que els carrabiners els han agafat i els duen a port. Juan confessa el seu paper i el detenen, mentre Leandro i Marola són alliberats.

## Números musicals
- Acte I
  - En la taberna del puerto (Abel)
  - ¡Ay que me muero! (Marola)
  - Salve Marinera (cor)
  - Hace días que te esperaba (Juan de Eguía, Verdier i Simpson)
  - Ven aquí camastrón (Chinchorro i Antigua)
  - Todos lo saben (Leandro i Marola)
  - Aquí está la culpable (cor de dones i Marola)
- Acte II
  - Eres blanca y hermosa (cor de mariners)
  - En un país de fábula (Marola)
  - La mujer de los quince a los veinte (Juan de Eguía)
  - Despierta negro (Simpson)
  - No puede ser (Leandro)
  - (Recitat sobre música) (Marola)
  - Marola resuena en el oído (Marola, Abel, Ripalda)
  - Padre, yo no te comprendo (Marola, Juan de Eguía, Leandro, mariners, Abel, Simpson)
- Acte III
  - ¿No escuchas un grito? (Marola, Leandro)
  - Música instrumental
  - Ay, que me muero (Abel)
  - ¡No te acerques! (Jaun de Eguía)
  - ¿Son ellos? ¡Era verdad! (Marola, Leandro, Juan de Eguía, Simpson, cor)